# Дзвоники кропиволисті

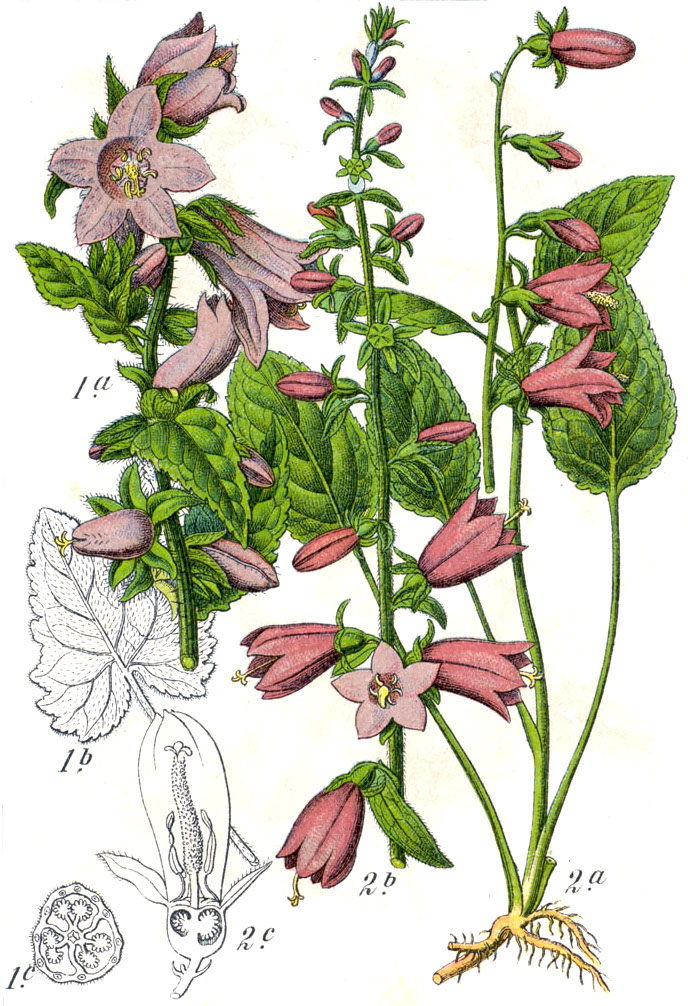

Дзвоники кропиволисті (Campanula trachelium) — вид рослин родини дзвоникові (Campanulaceae), поширений у Європі, Північній Африці, Західній і Середній Азії. Етимологія: дав.-гр. τραχελοϛ — «шия», дав.-гр. ιοϛ — прикметниковий суфікс для іменників, який вказує на характеристику чи пов'язаність.

## Опис
Багаторічна трав'яниста рослина 40–100 см заввишки. Стебло жорстко запушене, гострогранне. Листки зубчато-пилчасті, нижні листки серцеподібні, з довгими черешком, стеблові — трикутно-серцеподібні, сидячі. Квіти на коротких квітконіжках, прямовисні, віночок синьо-фіолетовий, 20–50 мм завдовжки.

## Поширення
Європа: майже вся територія (крім Ісландії, Португалії, Мальти); Азія: Казахстан, Туреччина, Іран, Ліван, західний Сибір; Північна Африка: Алжир, Марокко, Туніс; натуралізований: Канада, США.
В Україні зростає в лісах, на узліссях, у чагарниках — майже по всій території, крім півдня Степу; в гірському Криму досить рідко. Декоративна, харчова. Входить у переліки видів, які перебувають під загрозою зникнення на територіях Дніпропетровської, Донецької,  Запорізької, Луганської областей.